# Guillaume Bianchi
Guillaume Bianchi (* 30. Juli 1997 in Rom) ist ein italienischer Florettfechter.

## Erfolge
Guillaume Bianchi gab in der Saison 2015/16 sein internationales Debüt bei den Erwachsenen. Bei den Junioren hatte er 2014 noch an den Olympischen Jugend-Sommerspielen in Nanjing teilgenommen und den sechsten Platz im Einzel belegt. Der Rechtshänder, der für die G. S. Fiamme Gialle der Guardia di Finanza aktiv ist, sicherte sich 2017 seinen ersten Medaillengewinn, als er bei der Universiade in Taipeh Bronze mit der Mannschaft gewann. Zwei Jahre darauf gewann er mit der Mannschaft in Neapel die Goldmedaille der Universiade und belegte in der Einzelkonkurrenz außerdem den zweiten Platz. Mit der Mannschaft, zu der neben ihm noch Alessio Foconi, Daniele Garozzo und Tommaso Marini gehörten, wurde er 2022 sowohl Europameister in Antalya als auch Weltmeister in Kairo. Im selben Jahr vertrat er Italien bei den Mittelmeerspielen in Oran, blieb als Sechster aber ohne Medaillengewinn. Die Europameisterschaften 2023 in Plowdiw schloss Bianchi im Einzel auf dem dritten Platz ab. Auch bei den Europameisterschaften 2024 in Basel wurde er diesmal im Mannschaftswettbewerb mit Filippo Macchi, Alessio Foconi und Tommaso Marini Dritter.
Bei den Olympischen Spielen 2024 in Paris erreichte Bianchi in der Einzelkonkurrenz nach Siegen über Maximilien Van Haaster und Alexander Choupenitch das Viertelfinale, in dem er sich mit 14:15 dem US-Amerikaner Nick Itkin knapp geschlagen geben musste. Im Mannschaftswettbewerb erreichte er gemeinsam mit Filippo Macchi, Tommaso Marini und Alessio Foconi hingegen das Finale, nachdem in der ersten Runde Polen mit 45:39 und im anschließenden Halbfinale die Vereinigten Staaten mit 45:38 bezwungen worden waren. Dort trafen die Italiener auf die Équipe Japans, die sich mit 45:36 gegen Italien durchsetzen konnte, womit Bianchi die Silbermedaille gewann.